# Paul Larrouturou
Pour les articles homonymes, voir Larrouturou.
Paul Larrouturou, né le 14 octobre 1986 à Bayonne, est un journaliste français. Il est principalement connu pour ses reportages télévisés.

## Biographie

### Jeunesse et formation
Paul Larrouturou est le fils de deux professeurs d'Arts Plastiques. Il fait toute sa scolarité au Pays basque avant d'être diplômé d'une licence d'Histoire à l'université de Bordeaux III. Il intègre ensuite l'Institut français de presse, IFP, Paris 2 Assas.

### Carrière
Paul Larrouturou a commencé sa carrière dans l'émission web et télé Les Observateurs de France 24 avec Julien Pain et avec une chronique dans l'émission de RFI "Carrefour de l'Europe" avec Daniel Desesquelle.
En 2011, il est recruté par Laurent Guimier pour co-créer Le Lab d'Europe 1, un site d'information spécialisé dans la politique.
En 2014, il rejoint l'émission Le Petit Journal sur Canal+.
Après le passage de Yann Barthès de Canal+ à TMC, Paul Larrouturou rejoint l'équipe de l'émission "Quotidien", où il continue à couvrir la politique française et plus particulièrement Emmanuel Macron.
En 2021, il est recruté par Thierry Thuillier et Fabien Namias sur LCI pour intégrer l'émission politique de Ruth Elkrief dans laquelle il incarne une chronique quotidienne de reportage politique baptisée L'instant Pol.
En 2023, il co-présente la tranche 11 h-midi sur LCI avec une interview en plateau et un reportage tous les jours baptisé Tout est Pol[réf. nécessaire].
À la rentrée 2023, Paul Larrouturou devient le visage de TF1 Info sur les réseaux sociaux et le digital,,.
Pendant l'été 2024, il fait deux semaines de chroniques dans l'émission Bonjour ! La Matinale TF1. Il revient dans la matinale de TF1 en février 2025.

## Carrière de journaliste
Le 1er mai 2015, il est pris à partie par des militants puis exfiltré d'une manifestation du Front National en présence de Bruno Gollnisch, place de l'Opéra, à Paris,. L'attaque a été évoquée au parlement européen.
En juin 2021, Paul Larrouturou dépose plainte contre Francis Lalanne pour agression. Lors de l'Université citoyenne d'Avignon, il demande au chanteur de réagir aux images de son "ami" Jean-Marie Bigard appelant l'ancienne ministre de la santé Agnès Buzyn à "crever".
En octobre 2021, Paul Larrouturou interroge Eric Zemmour sur ses ambitions présidentielles, lors du salon Milipol. Eric Zemmour lui répond en pointant un fusil sniper vers lui. Cette image déclenche une polémique.

## Ouvrage
- Élysée confidentiel, Paris, Flammarion, coll. « Beaux Livres », 2021, 240 p. (ISBN 978-2-08-024571-7)

## Filmographie
Il fait une apparition dans une scène avec Noémie Merlant dans le film Une année difficile (2023) de Olivier Nakache et Éric Toledano.
Il prête sa voix à un lézard candide dans le film Silex and the City de Jul.